# Heinrich Sandstede
Johann Heinrich Sandstede (* 20. März 1859 in Bad Zwischenahn; † 28. Februar 1951 ebenda) war ein deutscher autodidaktischer Pflanzenforscher und Botaniker (Lichenologe). Sein botanisch-mykologisches Autorenkürzel lautet „Sandst.“.

## Leben
(Johann) Heinrich Sandstede war der älteste Sohn des Bäckermeisters Gerhard Diedrich Sandstede und der Catharina Margarete Sandstede, geborene Härtel. Er besuchte die Volksschule in Zwischenahn, absolvierte eine Bäckerlehre im väterlichen Betrieb und ging 1876 als Handwerksgeselle auf die übliche Wanderschaft. Nach seiner Rückkehr übernahm er das väterliche Geschäft, das er bis 1912 führte. Am 26. Mai 1885 heiratete er Helene Sophie zu Klampen (* 1863), die Tochter des Johann zu Klampen und der Anna Margarethe zu Klampen, geborene Müller. Heinrich Sandstedes Großneffe ist der Chemiker Gerd Sandstede.

## Forschungsarbeit
Bereits als Kind hatte sich Sandstede für Botanik interessiert und erwarb die grundlegenden Kenntnisse hierfür im Selbststudium. 1879 lernte er den Vareler Schuldirektor und Botaniker Friedrich Müller kennen. Müller erforschte selbst die oldenburgische Moorlandschaft und förderte Sandstede, indem er seine Aufmerksamkeit auf die Flechtenkunde lenkte. Gemeinsam erforschten Müller und Sandstede dann in ihrer Freizeit die Flechtenflora des Ammerlandes und bezogen in den folgenden Jahren auch Helgoland, die nord- und ostfriesischen Inseln und Rügen in ihr Untersuchungsfeld mit ein.
Im Jahr 1889 veröffentlichte Heinrich Sandstede seine Erstlingsarbeit über die Lichenenflora des nordwestdeutschen Tieflandes, der schon bald weitere Studien folgten. Die Schriften wurden fast alle in der Publikationsreihe des Naturwissenschaftlichen Vereins zu Bremen veröffentlicht. Ab 1912 spezialisierte sich Sandstede auf die weit verbreitete Flechtengattung Cladonia und legte eine Anzahl von Herbarien an, in denen er fast 2.000 Arten und Formen sammelte. Im März 1930 verlieh ihm die Naturwissenschaftliche Fakultät der Universität Münster den Ehrendoktortitel.
Im Jahr 1939 wurde er zum Mitglied der Leopoldina gewählt.
Sandstede galt auch international als anerkannter Fachmann und bedeutendster Cladonienforscher Deutschland. Er wurde zum Mitglied zahlreicher naturwissenschaftlicher Vereine und Gesellschaften gewählt.
Er war darüber hinaus auch noch in der nach der Jahrhundertwende verstärkt einsetzenden oldenburgischen Heimatbewegung aktiv und gründete 1909/10 zusammen mit dem Maler Bernhard Winter und mit Wilhelm Gleimius das als Heimatmuseum das Zwischenahner Freilichtmuseum, genannt auch Ammerländer Bauernhaus. Er erforschte weiterhin die Flurnamen und Hausmarken der Region, förderte die Aufführung plattdeutscher Theaterstücke und veröffentlichte die Ergebnisse seiner Forschungen in Zeitschriften- und Zeitungsartikeln.

## Neu beschriebene Flechtenarten
- Acarospora murina Sandst.
- Arthonia zwackhii Sandst.
- Buellia atromaculata Sandst.
- Cladonia cornutoradiata f. repetito-prolifera Sandst.
- Cladonia didyma f. subulata Sandst.
- Cladonia gracilis f. anthocephala Sandst.
- Cladonia grayi f. prolifera Sandst.
- Cladonia grayi f. squamulosa Sandst.
- Cladonia merrillii Sandst.
- Cladonia mitis Sandst.
- Cladonia pyxidata f. intermedia Sandst.
- Cladonia squamosa f. levicorticata Sandst.
- Cladonia subgracilis Sandst.
- Cladonia subnemoxyna Sandst. ex Zahlbr.
- Cladonia subpityrea Sandst.
- Cladonia subsquamosa f. subulata Sandst.
- Cladonia substrepsilis Sandst. ex Zahlbr.
- Cladonia sylvatica f. pygmaea Sandst.
- Cladonia tenuis f. soralifera Sandst.
- Cladonia verticillata f. brevis Sandst.
- Cladonia verticillata f. pulvinata Sandst.
- Cladonia verticillata var. pulvinata Sandst.
- Lecanora leproscens Sandst.
- Lecanora leprosescens Sandst.
- Lecanora nephaea var. isidiosa Sandst.
- Lecidea illota Sandst.
- Opegrapha chevallieri f. agglomerata Sandst.
- Opegrapha chevallieri var. agglomerata Sandst.
- Opegrapha rubescens Sandst.
- Parmelia dubia f. ulophylla Sandst.
- Stereocaulon condensatum f. athallinum Sandst. ex Erichsen
- Verrucaria paulula Sandst.

## Ehrungen
- Nach ihm ist die Heinrich-Sandstede-Straße in Bad Zwischenahn benannt.
- Erhielt an seinem 71. Geburtstag im Jahr 1930 von der Universität Münster die akademische Würde eines Ehrendoktors der philosophischen und naturwissenschaftlichen Fakultät.[2]

## Dedikationsnamen
Zu Ehren von Sandstede wurden einige Flechtenarten nach ihm benannt:
- Buellia sandstedei (Zwackh) Sandst.
- Cladina sandstedei (Abbayes) Ahti
- Cladonia sandstedei Abbayes
- Cladonia sandstedei f. dendroides Abbayes
- Cladonia sandstedei f. sandstedei Abbayes
- Diplodina sandstedei Zopf
- Epicladonia sandstedei (Zopf) D. Hawksw.
- Lecidea sandstedei Zwackh
- Verrucaria sandstedei
- Verrucaria sandstedei var. lorrain-smithiae Zschacke
- Verrucaria sandstedei var. sandstedei B. de Lesd.

## Schriften
- Beiträge zu einer Lichenenflora des nordwestdeutschen Tieflandes. In: Abhandlungen des Naturwissenschaftlichen Vereins zu Bremen. Band 10, 1890, S. 439–480 (zobodat.at [PDF]), Band 12, 1892, S. 209–236 (zobodat.at [PDF]), Band 13, 1895, S. 313–328 (zobodat.at [PDF]), Band 14, 1898, S. 483–493 (zobodat.at [PDF]) und Band 17, 1903, S. 578–607 (zobodat.at [PDF]).
- Aus der Biologischen Anstalt auf Helgoland. Die Flechten Helgolands. 2 Teile. Zwischenahn 1894–1901.
- Rügens Flechtenflora. Veröffentlicht in: Verhandlungen des Botanischen Vereins der Provinz Brandenburg. Bd. 45. Berlin. 1903.
- Die Cladonien des nordwestdeutschen Tieflandes und der deutschen Nordseeinseln. In: Abhandlungen des Naturwissenschaftlichen Vereins zu Bremen. Band 18, 1903/04, S. 384–456 (zobodat.at [PDF]), Band 21, 1912/13, S. 337–382 (zobodat.at [PDF]) und Band 25, 1919/20, S. 89–243 (zobodat.at [PDF]).
- Die Flechten des nord westdeutschen Tieflandes und der deutschen Nordseeinseln. Ebd. Bd. 21. 1912.
- Die Gattung Cladonia. Veröffentlicht in: Rabenhorst: Kryptogamenflora von Deutschland, Österreich und der Schweiz. Bd. 8. Abt. 4. T. 2. 1931.
- Glückhafte Jugend. Kindheitserlebnisse aus der Zeit vor 80 Jahren. Veröffentlicht in: Nordwest-Zeitung, 31. Dezember 1952.
- Gesammelte Aufsätze zur oldenburgischen Heimatkunde. Abschrift seiner 1895–1953 erschienenen Aufsätze. 2 Bde. Bad Zwischenahn. 1954. LBO, MS.
- 537 ammerländische Hausmarken. Zusammengestellt bis 1933 von Heinrich Sandstede und Adolf Rauchheld. Bis 1963 ergänzt und beschrieben von Heinrich Borgmann. Oldenburg. 1964.